# Політичний статус Єрусалима
Статус Східного Єрусалиму, і особливо — його святих місць, залишається ключовою і досить суперечливою темою в ізраїльсько-палестинському конфлікті і предметом гарячих дискусій.

## Історія питання
Резолюція Генеральної Асамблеї ООН № 181 від 29 листопада 1947 року, відома під назвою «Резолюція про розділ Палестини», передбачала, що міжнародне співтовариство візьме під свій контроль майбутнє Єрусалиму після закінчення британського мандату (15 травня 1948 року).
У результаті Арабо-ізраїльської війни (1947-1949) Єрусалим був розділений між Ізраїлем (західна частина міста) і Трансйорданією (східна його частина). В ході першого перемир'я, розпочався 11 червня 1948 року, посланник ООН Фольк Бернадот рекомендував сторонам варіант, що містив, зокрема, відмова від інтернаціоналізації Єрусалиму і включення його до складу розширеної Трансіорданії. Обидві сторони відкинули цю пропозицію. 13 грудня 1948 року парламент Трансіорданії прийняв закон про анексію окупованій нею території Палестини, що включає в тому числі і східний Єрусалим (у складі західного берега Йордану). Після цього Трансйорданія (назва, означало територію східного берега річки Йордан) проголосила себе Йорданією, підкресливши цим свій контроль над обома берегами річки.
5 грудня 1949 року Ізраїль оголосив Єрусалим своєю столицею; в Єрусалимі з 1949 року Кнесет (ізраїльський парламент) і майже всі державні та урядові установи Ізраїлю. В 1948-1967 рр. цей статус поширювався тільки на західну частину міста. У квітні 1950 року Трансйорданія також оголосила Єрусалим своєю другою столицею.
Незважаючи на умови, обумовлені в Угоді про перемир'я між Ізраїлем і Трансйорданією, що забезпечують доступ євреїв до їх священних місцях, до 58 синагог у стародавньому Єврейському кварталі Старого міста «були спаплюжені і знищені. Деякі з них йорданці використовували в якості стаєнь і курників [...], найдавніше (2,500 років) єврейське кладовище на Оливній Горі було сплюндровано. Через кладовище була прокладена дорога від (нової) готелі „Інтерконтиненталь“ до шосе. Йорданський Арабський Легіон використовував надгробні камені з могил священних рабинів для будівництва мостових і вбиралень [...] фактично йорданці заборонили євреям відвідувати Стіну Плачу в Старому Місті і давнє єврейське кладовище на Оливній горі. Шлях до Єврейському Університету на горі Скопус і госпіталю Хадасса був практично відрізаний». Жодних резолюцій за таким діям Йорданії аж до 1967 року ООН прийнято не було.
У 1951 році «Погоджувальна комісія ООН зробила свою останню енергійну спробу виступити посередником між сторонами конфлікту і представила ряд конкретних пропозицій, що стосуються біженців, компенсації, перегляду територіальних питань та угод про перемир'я, в цілях забезпечення свободи доступу до Святих Місць в районі Єрусалиму. Однак Комісія знову прийшла до висновку про те, що відсутність готовності сторін здійснювати відповідні резолюції і враховувати зміни, що відбулися на місцях, не дозволяють приступити до врегулювання палестинського питання». У 1959 році Асамблея ООН скасувала рішення про виділення асигнувань на встановлення постійного міжнародного режиму в Єрусалимі.
В результаті перемоги в Шестиденній війні 1967 року Ізраїль анексував Східний Єрусалим, таким чином отримавши контроль над усією територією міста, законодавчо відділив Східний Єрусалим від західного берега річки Йордан і оголосив свій суверенітет над об'єднаним Єрусалимом. ООН і значна частина міжнародного співтовариства офіційно не визнають анексії східної частини міста та ізраїльського суверенітету над ним. Рада Безпеки у своїй резолюції 242 (1967) від 22 листопада 1967 року закликав Ізраїль вивести свої війська з територій, окупованих під час війни. РБ ООН також засудила ізраїльські поселення на територіях, захоплених у 1967 р., включаючи Східний Єрусалим (див. РСБООН 452, 465 і 741).
На початку вересня 1979 року шоста (Гаванська) Конференція керівників неприєднаних країн у своєму рішенні заявила, зокрема, що «Місто Єрусалим є невід'ємною частиною окупованої Палестини. Він повинен бути повністю залишать і беззастережно переданий під арабська суверенітет».
22 липня 1980 року ця позиція «Руху» була спрямована представником Куби (країни-голови «Руху» в 1979-1983 рр.) Генеральному секретарю ООН в якості офіційного документа Сьомої надзвичайної спеціальної сесії Генеральної Асамблеї ООН, повністю присвяченій "незаконним діям Ізраїлю в окупованому Східному Єрусалимі та на інших окупованих територіях". 29 липня Сесія прийняла резолюцію, в якій закликала Ізраїль повністю і беззастережно піти зі всіх палестинських та інших арабських територій, окупованих з червня 1967 року, включаючи Єрусалим", і зажадала, щоб "такий відхід зі всіх окупованих територій почався до 15 листопада 1980 року"..
На наступний день, 30 липня 1980 року, переважною більшістю Кнесету був прийнятий Закон про Єрусалимі (див. Столиця Ізраїлю).
Згідно резолюції 51/27 Генеральної Асамблеї ООН від 4 грудня 1996 року, «рішення Ізраїлю нав'язати Священному місту Єрусалиму свої закони, юрисдикцію і адміністрацію є незаконним і, отже, недійсним і не має ніякої юридичної сили». Десята спеціальна надзвичайна сесія Генеральної Асамблеї ООН, що проходила в 2004 році, підтвердила, що «всі заходи, вжиті Ізраїлем, окупуючої державою, які змінили або мали своєю метою змінити характер, правовий статус і демографічний склад Єрусалиму, як і раніше, не мають ніякої юридичної сили». Резолюція Генеральної Асамблеї ООН 58/292 підтвердила, що палестинський народ має право на суверенітет над Східним Єрусалимом.
Ізраїль заперечує той факт, що анексія Єрусалиму була порушенням норм міжнародного права — так само як і визначення території Західного берега р.. Йордан (включаючи Східний Єрусалим), як «окупованій», наполягаючи на міжнародному термін «спірна територія». В якості основних аргументів на користь цієї позиції наводяться оборонний характер Арабо-ізраїльської війни 1948 року і Шестиденної війни, відсутність визнаного міжнародного суверенітету над цими територіями до 1967 року і історичне право єврейського народу на землю Ізраїлю. Схожої позиції дотримується ряд ізраїльських і зарубіжних політиків і провідних юристів.
Команда експертів, зібрана тодішнім ізраїльським Прем'єр-міністром Ехудом Бараком у 2000 р., прийшла до висновку, що місто має бути розділений, оскільки Ізраїлю не вдалося досягти там ні однієї зі своїх національних цілей. Однак в 2014 р. Прем'єр-міністр Біньямін Нетаньяху сказав, що «Єрусалим ніколи не буде розділений». Опитування, проведене у червні 2013 р., виявив, що 74 % ізраїльських євреїв відкидають ідею палестинської столиці в будь-якій частині Єрусалиму, хоча 72 % населення вважають його розділеним містом. Опитування, проведене у 2011 р. серед арабських жителів Східного Єрусалиму Палестинським центром громадської думки і американським центром Близькосхідних Пехтер для Ради з міжнародних відносин, виявив, що 39 % арабів, що живуть в Східному Єрусалимі, воліли б ізраїльське громадянство — проти 31 %, обрали громадянство Палестини. Згідно з опитуванням, 40 % палестинських жителів воліли б залишити свої мікрорайони, якщо останні виявляться під палестинським управлінням.
Остаточний статус Єрусалиму є однією з найважливіших сфер розбіжностей між палестинськими та ізраїльськими переговірниками по питанню про мир. Області розбіжностей включають питання про те, чи може бути піднято палестинський прапор над зонами, які перебувають у палестинському віданні, і про специфіку ізраїльських і палестинських територіальних кордонів.

## Єрусалим як столиця
Як Ізраїль, так і Палестинська автономія офіційно вважають Єрусалим своєю столицею, не визнаючи такого права за іншою стороною. 28 жовтня 2009 р. Генеральний секретар Організації Об'єднаних Націй Пан Гі Мун застеріг: «Якщо ми маємо намір добитися миру, Єрусалим повинен бути столицею як Ізраїлю, так і Палестини».

### Столиця Ізраїлю

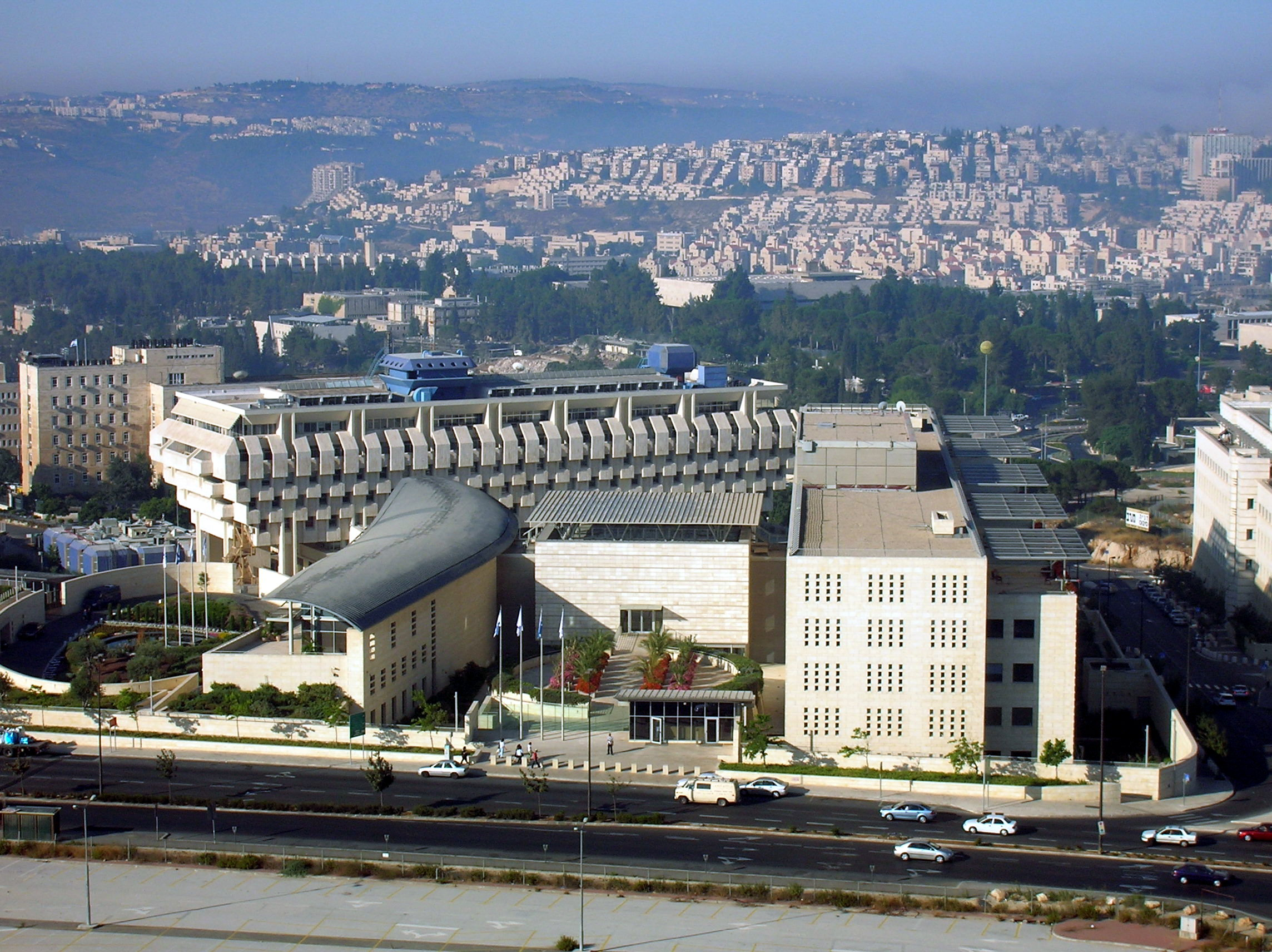
Будівля Міністерства закордонних справ Ізраїлю

5 грудня 1949 р. Прем'єр-міністр Ізраїлю Давид Бен-Гуріон, а 23 січня 1950 року — Кнесет, Єрусалим проголосили столицею Ізраїлю. Кнесет, проте, утримався явним чином включати в декларацію Східний Єрусалим, який в той момент знаходився під управлінням Йорданії. З цього моменту в Єрусалимі розташовуються всі гілки ізраїльської влади — законодавча, судова і виконавча.
На початку вересня 1979 року 6-я Конференція «Руху неприєднання країн» зажадала передати Єрусалим під арабська суверенітет «після повної його евакуації». 29 липня 1980 Сьома надзвичайна спеціальна сесія ГА ООН прийняла резолюцію, в якій, зокрема, закликала Ізраїль повністю і беззастережно піти зі всіх територій, окупованих з червня 1967 року, включаючи Єрусалима, з усієї недоторканність майна і послуг", та "настійно закликала" почати такий догляд до 15 листопада 1980 року..
У відповідь на це, 30 липня 1980 року Кнесет прийняв Закон про Єрусалим, який оголосив Єрусалим «єдиною і неподільною столицею Ізраїлю». Він був підтриманий переважною більшістю Кнесету в якості Основного закону Ізраїлю.. Закон поширюється як на Західний, і на Східний Єрусалим (в розширених межах кордонів, як вони були визначені в червні 1967 року).
Політолог Ян Лустик вважає, що маючи політичне і символічне значення, цей закон нічого не додав до правової або адміністративної ситуації в місті.
«Основний закон: Єрусалим, столиця Ізраїлю» є головною причиною невизнання Єрусалиму столицею Ізраїлю світовим співтовариством. У Резолюції № 478, одностайно ухваленій 20 серпня 1980 р. у відповідь на Закон про Єрусалимі усіма членами Ради Безпеки ООН за винятком США (утрималися), заявлено, що «Закон про Єрусалим» являє собою «порушення міжнародного права», є «недійсним, і повинен бути негайно анульовано». Ця резолюція «найрішучішим чином» засудила прийняття цього закону і відмова Ізраїлю виконувати відповідні резолюції Ради Безпеки, і закликала країни-учасниці вивести свої дипломатичні представництва з «Священного міста» як каральної заходи. Дане рішення Ізраїлю було відкинуто також Генеральною Асамблеєю ООН та іншими міжурядовими організаціями.
Після прийняття резолюції, 22 країни з 24, чиї посольства раніше розташовувалися в (Західному) Єрусалимі, перенесли їх в Тель-Авів (де багато посольства вже перебували до прийняття Резолюції 478). Після того, як 15 серпня 2006 року уряд Коста-Рики оголосив про переведення свого посольства з Єрусалиму в Тель-Авів, а 25 серпня того ж року уряд Сальвадору послідував його прикладу, у межах міської риси Єрусалиму не залишилося дипломатичних місій іноземних держав. Майже всі країни розміщують свої посольства в районі Великого Тель-Авіва — за винятком Болівії та Парагваю, чиї посольства розташовуються в передмісті Єрусалима Мевасерет-Ціон, і чотирьох консульств в самому місті. Конгрес США ще в 1995 році прийняв Акт про посольстві в Єрусалимі, згідно з яким, при дотриманні відповідних умов, посольство США має бути перенесений з Тель-Авіва до Єрусалиму. Однак президенти США заперечують, що резолюції Конгресу щодо статусу Єрусалиму є не більш ніж консультативними. Конституція відносить міжнародні відносини до компетенції виконавчої влади і, відповідно, посольство Сполучених Штатів, як і раніше знаходиться в Тель-Авіві. У даний час посольство США знаходиться в Тель-Авіві, а в Єрусалимі знаходиться Генеральне Консульство США.
6 грудня 2017 року президент США Дональд Трамп офіційно визнав Єрусалим столицею Ізраїлю і дав вказівку Держдепартаменту почати підготовку до перенесення посольства США в Єрусалим. При цьому в той же день він підписав указ про формальне відстрочення перенесення посольства на 6 місяців. Також в той же день з питанням про перенесення посольства в Єрусалим звернулися представники президента Філіппін. Також і Чехія заявила про визнання Західного Єрусалиму столицею Ізраїлю та про плани переведення туди свого посольства. Спроба країн ЄС засудити визнання США Єрусалиму столицею Ізраїлю була заблокована Угорщиною.
Прем'єр-міністр Ізраїлю Біньямін Нетаньяху заявив, що Єрусалим залишиться неподільною столицею Ізраїлю.

### Столиця Палестинської держави

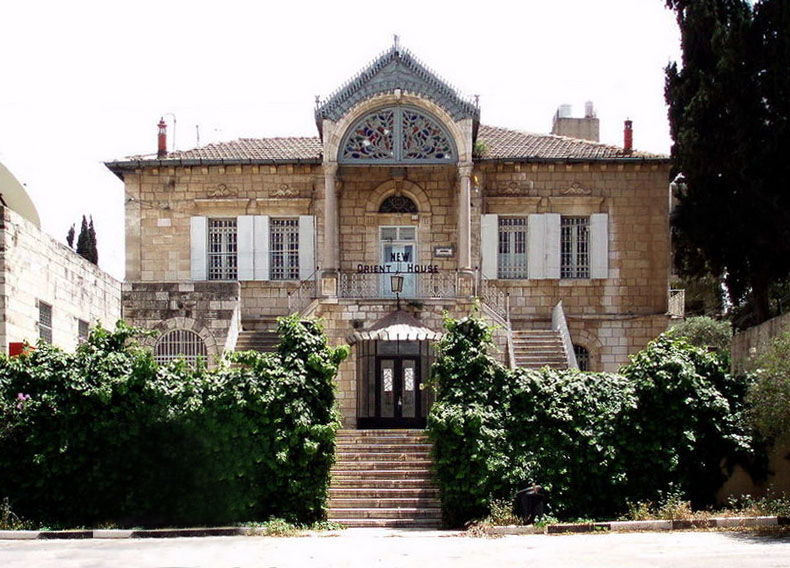
Орієнт Хаус в Східному Єрусалимі. Важливий палестинський політичний та дипломатичний центр, закритий Ізраїлем у 2001 р.

Палестинська національна адміністрація (ПНА) претендує на Єрусалим, включаючи Храмову гору (Харам аль-Шаріф), як столицю держави Палестина. В Палестинській декларації про незалежність Організації визволення Палестини 1988 р. стверджується, що Єрусалим є столицею держави Палестина; у 1997 році Палестинську законодавчу раду прийняв, а у 2002 році Голова Палестинської національної адміністрації Ясір Арафат підписав Основний закон, в якому Єрусалим проголошується столицею держави Палестина (Стаття 3: «Єрусалим є столицею Палестини»).. Проголошуючи Єрусалим своєю столицею, палестинці зазвичай мають на увазі Східний Єрусалим. Президент Махмуд Аббас сказав, що будь-яка угода, не включаючи Східний Єрусалим в якості столиці Палестини, буде неприйнятним. Ізраїль вперше розглянув можливість перетворення Східного Єрусалиму до столиці Палестини на саміті в Табі в 2001 році, хоча ці переговори завершилися без угоди, і з тих пір дана можливість Ізраїлем не розглядалася.
Декларативно проголошена ще в 1988 році, Держава Палестина офіційно досі не створена, хоча до 100 країн-членів ООН заявили про її визнання. Вона також входить в Лігу Арабських Держав. Деякі країни, такі як Росія і Китай, визнають Палестинську державу зі східним Єрусалимом як її столицею. Органи влади Палестинської автономії ніколи в Єрусалимі не перебували; у Східному Єрусалимі розташовуються консульства США і деяких інших країн, що здійснюють контакти з Палестинською автономією. У 2011 році, за даними BBC, у «звіті Євросоюзу, який опинився в розпорядженні ЗМІ, міститься заклик до визнання Східного Єрусалиму столицею майбутньої Палестинської держави».
ПНА затверджує, що Східний Єрусалим також є суб'єктом переговорів про перманентний статус. Вона, однак, заявила, що готова до розгляду альтернативних рішень — таких, як перетворення Єрусалиму у відкрите місто. Поточна позиція ПНА полягає в тому, що Східний Єрусалим, як він визначений муніципальними кордонами 1967 року, повинен бути столицею Палестини, а Західний Єрусалим столицею Ізраїлю, при тому що кожна з держав наділяється повним суверенітетом над відповідною частиною міста зі своїм власним муніципальним управлінням. Спільний ізраїльсько-палестинський «рада розвитку» буде відповідати за координований розвиток.

## Урядові території і національні інститути

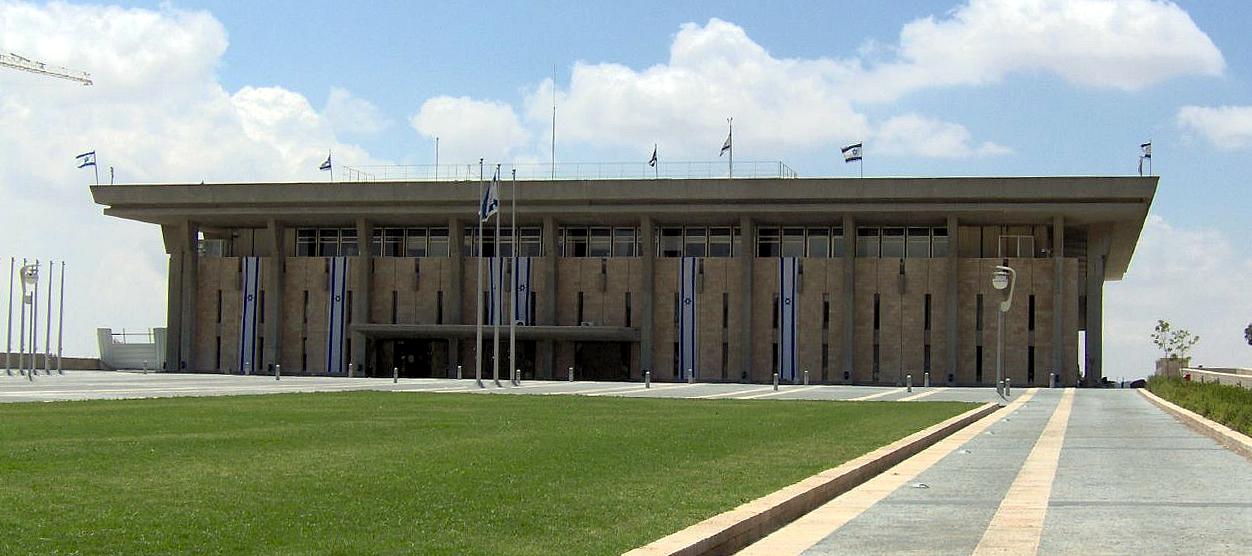
Будівля Кнесету в Гіват-Рам

Багато національних інститутів Ізраїлю розташовані в Кірьят ХаМемшала в Гіват-Рам в Єрусалимі, і є частиною проекту Кірьят ХаЛеом, призначеного для створення великого району, який вмістить у себе більшість урядових агентств і національних культурних інституцій. Деякі урядові будівлі розташовані в Кирьят Менахем Бегін. Місто є місцем знаходження Кнесету, Верховного Суду, Банку Ізраїлю, Штаб-квартири Поліції Ізраїлю, офіційних резиденцій Президента та Прем'єр-міністра, Кабінету міністрів і всіх міністерств, за винятком Міністерства оборони (яке розташоване в центральному тель-авівському районі ХаКирья) та Міністерства сільського господарства і сільського розвитку (яке розташоване в тель-авівському передмісті Рішон-ле-Ціон, біля Баіт Даган).
У 1988 р. Ізраїль розпорядився закрити Орієнт Хаус — місце знаходження Товариства арабських досліджень, а також штаб-квартири Організації визволення Палестини — з міркувань безпеки. Будівля знову відкрилося в 1992 р. як палестинський готель. Угод в Осло заявлено, що остаточний статус Єрусалиму буде визначено шляхом переговорів з ПНА; угоди наклали заборону на яку б то не було офіційну палестинську присутність в місті до досягнення остаточного мирного договору, але санкціонували відкриття в Східному Єрусалимі палестинського торгового офісу.
Ізраїлем як майбутньої столиці палестинської держави запропоновано палестинський передмістя Єрусалиму Абу Дис — у зв'язку з його близькістю до міста, і особливо до Храмовій горі. Ізраїль не включив Абу Дис у межі своєї стіни безпеки навколо Єрусалиму. ПНА звела в цьому місті можливе майбутнє парламентська будівля для Палестинської законодавчої ради, і всі її офіси у справах Єрусалиму розташовані в Абу Дисе.